# R. G. 콜링우드
로빈 조지 콜링우드(Robin George Collingwood, 1889년 2월 22일 – 1943년 1월 9일)는 영국의 철학자이자 역사학자이다.

## 생애
그는 랭커셔주 그레인지 오버 샌즈 (Grange over Sands) 카트멜(Cartmel)에서 대학교원 W. G. 콜링우드의 아들로 태어났다. 럭비 스쿨과 옥스퍼드 대학교에서 교육 받았으며, 인문학 과정("Greats", Literae Humaniores)을 공부했다. 대학을 수석으로 졸업했으며, 졸업 전에 이미 옥스퍼드 대학교에 있는 펨브룩 칼리지의 수석연구원이 되었다.

## 저서
생전에 출판된 주요 저서
- 《종교와 철학(Religion and Philosophy)》, 1916년
- 《로마 시대 영국(Roman Britain)》, 1923년
- 《Speculum Mentis; or The Map of Knowledge》, 1924년
- 《예술철학 개요(Outlines of a Philosophy of Art)》, 1925년
- 《로마 시대 영국의 고고학(The Archaeology of Roman Britain)》, 1930년
- 《철학적 방법론(An Essay on Philosophical Method)》, 1933년
- 《로마 시대 영국과 영국인 정주자들(Roman Britain and the English Settlements)》, 마이리스(J. N. L. Myres)와 공저, 1936년
- 《예술의 원리(The Principles of Art)》, 1938년
- 《자서전(An Autobiography)》, 1939년
- 《The First Mate's Log》, 1940년
- 《형이상학론(An Essay on Metaphysics)》, 1940년
- 《새로운 리바이어던(The New Leviathan)》, 1942년

사후에 출판된 주요 저서
- 《자연이라는 개념(The Idea of Nature)》, 1945년
- 《서양사학사(The Idea of History)》, 1946년